# Teredorus vicinus
Teredorus vicinus is een rechtvleugelig insect uit de familie doornsprinkhanen (Tetrigidae). De wetenschappelijke naam van deze soort werd voor het eerst geldig gepubliceerd in 2019 door Storozhenko.